# (100775) 1998 FL42
(100775) 1998 FL42 es un asteroide perteneciente al cinturón de asteroides descubierto el 20 de marzo de 1998 por el equipo del Lincoln Near-Earth Asteroid Research desde el Laboratorio Lincoln, Socorro, Nuevo México, Estados Unidos.

## Designación y nombre
Designado provisionalmente como 1998 FL42.

## Características orbitales
1998 FL42 está situado a una distancia media del Sol de 3,123 ua, pudiendo alejarse hasta 3,730 ua y acercarse hasta 2,516 ua. Su excentricidad es 0,194 y la inclinación orbital 7,950 grados. Emplea 2016,23 días en completar una órbita alrededor del Sol.

## Características físicas
La magnitud absoluta de 1998 FL42 es 14,8. Tiene 4,61 km de diámetro y su albedo se estima en 0,11. 